# Шалкарски район
Шалкарски район (на казахски: Шалқар ауданы) е съставна част на Актобенска област, Казахстан, с обща площ 61 240 км2 и население от 45 808 души (по приблизителна оценка към 1 януари 2020 г.).
Административен център е град Шалкар.